# Заболотний Сергій В'ячеславович
Сергі́й В'ячесла́вович Заболо́тний — український військовослужбовець, бригадний генерал Збройних сил України, учасник російсько-української війни.

## Життєпис
Станом на 2016 рік командир 58-ї окремої мотопіхотної бригади. Був заступником командира 30-ї окремої механізованої бригади.
Станом на 2019 рік керівник служби Апарату Ради національної безпеки і оборони України. Потім обіймав посаду в Міністерстві оборони України.
З 2022 року на посаді начальника штабу — заступника начальника Національного університету оборони України.

## Нагороди
- орден Богдана Хмельницького III ступеня (22 січня 2019) — за значний особистий внесок у державне будівництво, зміцнення національної безпеки, соціально-економічний, науково-технічний, культурно-освітній розвиток Української держави, вагомі трудові досягнення, багаторічну сумлінну працю[2].

## Військові звання
- бригадний генерал (6 грудня 2022)[4];
- полковник.